# Kőműves Mihály
Kőműves Mihály (Dombóvár, 1947 –) labdarúgó, csatár.

## Pályafutása
Labdarúgó pályafutását a Dombóvári VSE csapatában kezdte. Tagja volt az 1965-ben bajnokságot nyert csapatnak, a bajnoki cím elnyerésével az együttes felkerült az NB II-be. Ezt követően sorkatonai szolgálatra hívták be és a Szekszárdi Dózsa labdarúgója lett. Leszerelését követően egy évet játszott Dombóváron, majd a Tapolcai Bauxitbányászhoz igazolt. 1971 és 1976 között a Tatabányai Bányász labdarúgója volt. Tagja volt az 1972-es magyar kupa-döntős csapatnak. Az 1973–74-es idényben második helyen végzett a góllövő listán Kozma Mihály mögött. 1976 és 1978 között a SZEOL AK együttesében szerepelt. Az élvonalban összesen 127 mérkőzésen szerepelt és 42 gólt szerzett.

## Sikerei, díjai
- Magyar kupa (MNK)
  - döntős: 1972
- Közép-európai kupa (KK)
  - győztes: 1973, 1974